# Phyllodytes luteolus
Phyllodytes luteolus é uma espécie de anfíbio da família Hylidae. Endêmica do Brasil, pode ser encontrada nos estados da Paraíba, Pernambuco, Alagoas, Sergipe, Bahia, Espírito Santo, Rio de Janeiro e Minas Gerais.

## Etimologia, taxonomia e sistemática
A etimologia do nome científico Phyllodytes luteolus tem origem do grego phyllo (φύλλο), que significa "folha", e dytes (δύτες), que significa "mergulhador". O nome faz referência ao seu hábito de vida, pois essa espécie passa grande parte dela vivendo em bromélias e se associando a suas folhas. Além disso, seu epíteto específico luteolus, do latim, significa "de cor amarelada" . Essa espécie é conhecida popularmente como sapo-amarelo-de-língua-de-coração ou perereca-das-bromélias.
O primeiro registro de documentação da espécie foi realizado pelo Príncipe Maximilian Alexander Wied-Neuwied, um naturalista alemão, que entre os anos de 1820 e 1825 descreveu cerca de 14 espécies de anfíbios no Brasil. Em seu registro sobre P. luteolus ele escreveu “Ein noch unbeschriebener kleiner Laubfrosch, Hyla luteola, von blassgelblicher Farbe mit einem dunkleren Striche durch das Auge”, que significa “Uma pequena perereca ainda não descrita, Hyla luteola, de coloração amarelada pálida, com uma linha mais escura atravessando o olho”.
A espécie Phyllodytes luteolus pertence ao gênero Phyllodytes, à família Hylidae e à subfamília Hylinae, dentro da ordem Anura, classe Amphibia, filo Chordata e reino Animalia. Anteriormente, seu nome científico era Hyla luteola, pois estava classificada no gênero Hyla, antes de ser transferida para Phyllodytes.
A perereca-das-bromélias foi citada em algumas obras desde sua primeira descrição em 1820: citação em Reise Brazil (volume 1, página 202), livro de Maximilian sobre sua viagem ao Brasil; em 1824, ganhou uma descrição diagnóstica mais completa na revista Isis (página 671) e uma ilustração na obra Abbildungen (Lief. 7, figura 2), também de autoria do Príncipe. No ano seguinte, em 1825, foi novamente mencionada na publicação Beiträge (página 535), também obra de Alexander, que foi grande contribuidor para a documentação de diversas espécies brasileiras. 
Inicialmente classificada como Hyla luteola, a espécie foi posteriormente movida para o gênero Phyllodytes, pertencente à família Hylidae, e essa é sua classificação atual, porém, antes de ser consolidada, o animal passou por diversos nomes em um histórico taxonômico complexo,  são eles:
1821: Hyla luteola
1826: Hylaplesia luteola
1830: Phyllodytes luteolus
1838: Hypsiboas luteolus
1843: Hyla (Phyllodytes) luteolus
1856: Hyla (Hyla) luteola

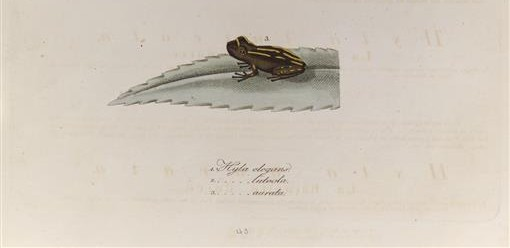
Registro de desenho de Phyllodytes luteolus feito por Maximilian Alexander Wied-Neuwied em 1824.

1923: Lophyohyla piperata (sinônimo posteriormente sinonimizado)
1966: Phyllodytes luteolus (revalidação)
1968: Amphodus luteolus

## Distribuição geográfica

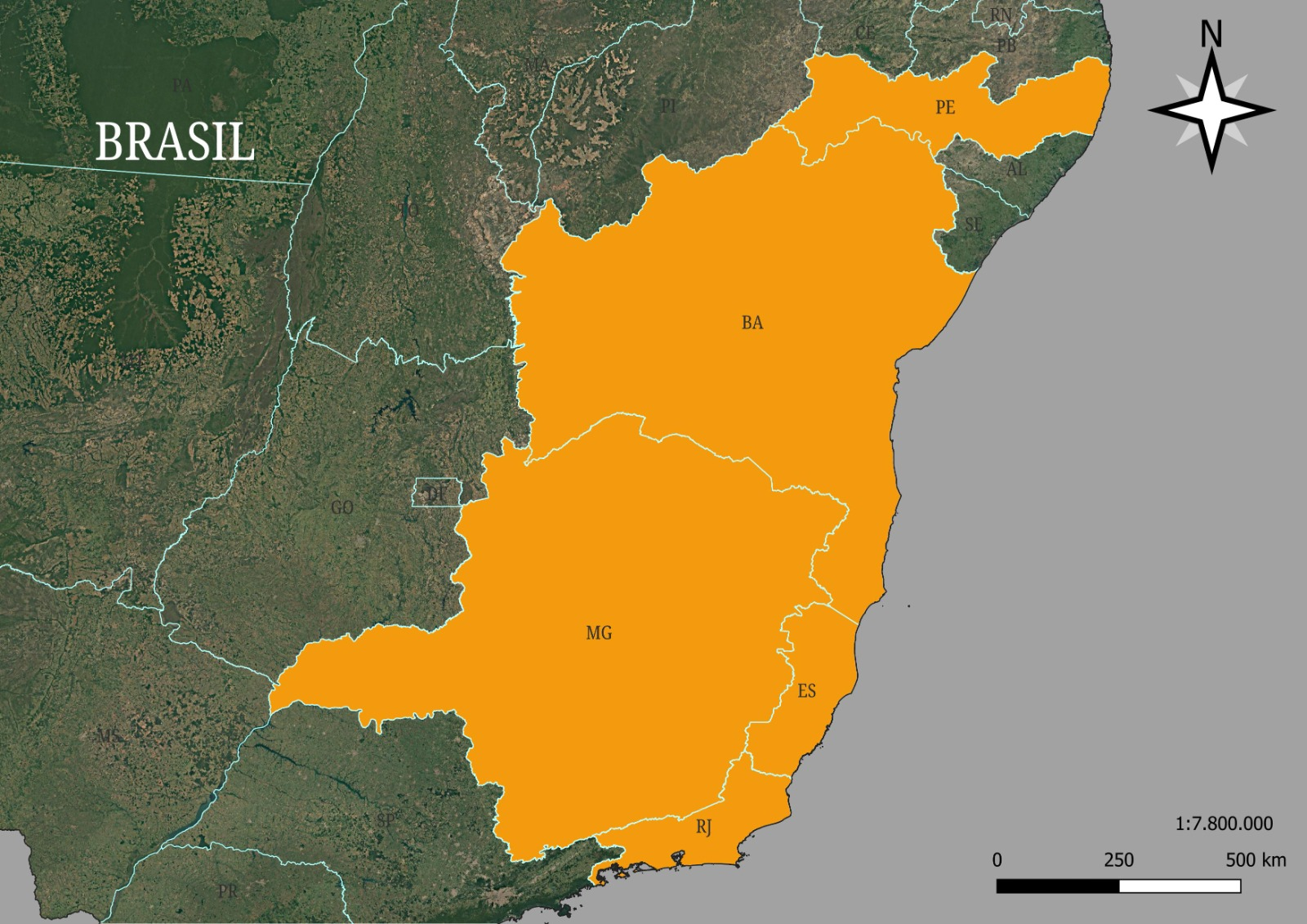
Distribuição da espécie Phyllodytes luteolus no Brasil.

O anfíbio Phyllodytes luteolus ocorre apenas no Brasil, ou seja, é uma espécie endêmica, encontrada em planícies e serras ao longo da região costeira, desde o sul da Bahia e o nordeste de Minas Gerais até o norte do Rio de Janeiro. Segundo a IUCN (2023), sua extensão de ocorrência é estimada em cerca de 486 mil km². Além disso, há registros da espécie no estado da Paraíba que ainda precisam ser confirmados.
No estado do Rio de Janeiro, a espécie foi introduzida devido ao comércio de bromélias, não sendo naturalmente encontrada dentro dos limites do estado. Além disso, não há evidências de populações estabelecidas na região.
O habitat do sapo-amarelo-de-língua-de-coração inclui florestas, matagais e áreas artificiais/terrestres, estas últimas sendo ambientes modificados por ações humanas.

## Biologia e história natural
O sapo-amarelo-de-língua-de-coração ou a perereca-das-bromélias, como é popularmente conhecida, é uma espécie com hábitos noturnos e comum em áreas de Mata Atlântica.  Ela depende das chuvas para sobreviver, utilizando pequenas poças d'água que se formam nas axilas de bromélias, onde a quantidade de água acumulada pode chegar a 100 mL. 
Essa espécie é considerada bromelígena, pois seu ciclo de vida está diretamente ligado às bromélias.  Vive no solo e se alimenta principalmente de pequenos invertebrados, com destaque para formigas, tendo uma dieta pouco variada. 
A reprodução acontece com mais frequência durante o período chuvoso. Os machos são territoriais e costumam ficar sozinhos enquanto atraem fêmeas para a reprodução, reduzindo a competição com outros machos . Um indício desse comportamento é o dimorfismo sexual, ou seja, diferenças no tamanho do corpo e na largura da mandíbula entre machos e fêmeas. 
A fertilização é externa, e o desenvolvimento ocorre na fase larval. As fêmeas colocam até três ovos dentro das bromélias, o que ajuda a protegê-los de predadores . Após a fertilização, os ovos eclodem entre quatro e dez dias, e os girinos passam por uma metamorfose que dura de trinta a sessenta dias.  Quando completam essa transformação, tornam-se juvenis, saem da água e continuam seu desenvolvimento até atingir a fase adulta. 
Ainda não há dados específicos sobre a expectativa de vida dessa espécie, mas, em geral, anuros vivem entre dois e cinco anos. 

## Conservação
A Phyllodytes luteolus é uma espécie que possui ampla distribuição e ocorre em muitas unidades de conservação. As principais ameaças à espécie estão relacionadas a perda habitat devido a práticas agrícolas, exploração madeireira, silvicultura, queimadas, habitações e áreas urbanas e coleta de bromélias, entretanto a perereca-das-bromélias é uma espécie flexível a mudanças de ambientes. Desse modo, a espécie é classificada como pouco preocupante (LC) na Lista Vermelha da União Internacional para Conservação da natureza (IUCN), de acordo com a avaliação realizada no ano de 2020.  No Brasil, a Phyllodytes luteolus não consta na lista nacional de espécies ameaçadas de extinção, segundo a última atualização da Portaria MMA Nº 148, de 7 de junho de 2022 , mas consta na categoria "menos procupante" do Sistema de Avaliação do Risco de Extinção da Biodiversidade (SALVE)  

## Aspectos socioculturais

### Implicações Socioculturais de Anfíbios no Controle de Vetores de Doenças
Os anfíbios desempenham papéis ecológicos fundamentais nos ecossistemas, incluindo a regulação de populações de insetos. De acordo com um estudo, girinos de Phyllodytes luteolus são capazes de caçar larvas de mosquitos. Essa característica sugere que esse animal pode ter um impacto na redução de populações de mosquitos transmissores de doenças, como dengue e febre amarela, assim atuando no controle de vetores de doenças. 
A interação entre anfíbios e vetores de doenças também possui implicações socioculturais, esses animais são frequentemente mal compreendidos e alvos de crenças populares negativas, o que pode resultar em perseguições e até em sua extinção local.
Um estudo sobre a percepção dos anfíbios pela população da Paraíba relatou que os sentimentos de medo e repulsa em relação a esses animais são comuns. Muitos mitos e lendas retratam os anfíbios como criaturas perigosas, associando-os a doenças ou eventos sobrenaturais.  O reconhecimento de que espécies como o P. luteolus podem contribuir para a saúde pública pode ajudar a mudar percepções negativas e estimular a conservação desses animais e de seus habitats naturais.
Em suma, a predação de larvas de mosquito por girinos de Phyllodytes luteolus destaca mais um serviço ecossistêmico prestado pelos anfíbios e reforça a importância de sua conservação.

### Potencial Farmacológico de Anfíbios
As secreções dérmicas dos anfíbios contém peptídeos antimicrobianos (PAMs) que exibem atividades contra uma ampla gama de microrganismos, incluindo bactérias, fungos e protozoários. No entanto, a aplicação clínica desses peptídeos é limitada devido à toxicidade. Por outro lado, peptídeos bacterianos derivados de anfíbios (BPMs) apresentam potencial de inibição de patógenos, embora com um espectro de ação mais restrito. O estudo contínuo desses compostos é promissor na busca por novos antibióticos, especialmente considerando a rica biodiversidade de anfíbios no Brasil. 
Além dos PAMs, outras moléculas isoladas de anfíbios, como esteróides e alcalóides, têm sido investigadas por suas propriedades medicinais. Por exemplo, estudos com o sapo cururu (Rhinella marina) identificaram compostos com atividade contra parasitas causadores de doenças negligenciadas, como a leishmaniose e a doença de Chagas.

### Dispersão através do comércio de Bromélias
Bromélias são plantas que retém água no seu interior, o que as torna um importante recurso para a fauna de vertebrados e invertebrados, incluindo espécies de anuros que se abrigam nessas plantas, como Phyllodytes luteolus. Fora de seu habitat natural elas são comumente utilizadas para ornamentação de casas e jardins. Isso faz com que ocorra a translocação de bromélias para a ornamentação, o que levou à introdução dessa espécie de perereca para fora de sua distribuição natural. 
A espécie foi recentemente adicionada à lista de espécies introduzidas no Brasil (translocadas por ação humana). Ela já se encontra com populações bem estabelecidas nos municípios do Rio de Janeiro, Guarujá e São Paulo. 
A introdução acidental desse sapo por meio do comércio de bromélias, pode causar desequilíbrios ecológicos afetando a biodiversidade nativa. Por isso, é importante monitorar espécies introduzidas para avaliar seus possíveis impactos e reforçar a importância de práticas responsáveis na movimentação de plantas ornamentais e na conservação das espécies nativas.

### Tráfico de Anfíbios
O tráfico de anfibios no Brasil é uma ameaça crescente, intensificada pelo comércio online e pelas redes sociais, que facilitam a venda ilegal de espécies raras e de alto valor comercial. Embora não haja registros especificos sobre o tráfico de Phyllodytes luteolus, sua associação com bromelias e sua distribuição restrita a Mata Atlantica tornam essa espécie particularmente vulneravel a captura ilegal, especificamente diante da crescente demanda por animais silvestres.
Os impactos desse tráfico incluem a redução populacional, introdução de espécies invasoras e disseminação de doenças como a quitridiomicose, causada pelo fungo Batrachochytrium dendrobatidis. Diante desse cenário, é crucial o fortalecimento das ações de fiscalização e o desenvolvimento de estratégias de educação ambiental para reduzir a demanda de animais silvestres como animais de estimação.